# براندون بندر
براندون بندر (بالإيطالية: Brandon Bender؛ بالإنجليزية: Brandon Bender) هو فنان قتال مختلط أمريكي وإيطالي، ولد في 5 فبراير 1987.

## وصلات خارجية
- براندون بندر على موقع بيلاتور (الإنجليزية)
- براندون بندر على موقع شيردوغ (الإنجليزية)
- براندون بندر على موقع IMDb (الإنجليزية)
- براندون بندر على موقع IMDb (الإنجليزية)